# Friedrich Wilhelm Bärensprung (Buchdrucker)
Friedrich Wilhelm Justus Carl Bärensprung (* 7. September 1829 in Schwerin; † 26. Mai 1881 ebenda) war ein deutscher Hofbuchdrucker und Verleger in Schwerin.

## Leben
Friedrich Wilhelm Bärensprung entstammte der von Wilhelm Bärensprung begründeten Familie der Schweriner Hofbuchdrucker der Großherzöge von Mecklenburg-Schwerin. Seine Eltern waren der Hofbuchdrucker Hans Wilhelm (August Ludwig) Bärensprung und dessen Frau, die Sängerin Margareta Helena Friederica Pühler. Seine Mutter verlor er in früher Kindheit. Er wurde zunächst von Hofrat Friedrich Wedemeier unterrichtet und 
besuchte dann bis zur Prima das Gymnasium Fridericianum Schwerin. Nach dem Erwerb erster Kenntnisse in der väterlichen Buchdruckerei war er nach seines Vaters Tod zur Weiterbildung in der Deckerschen Hofbuchdruckerei in Berlin und in München. Danach studierte er Philosophie, Philologie und Geschichte in München, Berlin und Rostock. Nach mehreren Auslandsreisen wurde er 1854 Hofbuchdrucker und Leiter der Bärensprungschen Hofbuchdruckerei, die periodische Druckwerke und Zeitschriften druckte sowie für Druck, Verlag und Redaktion der Mecklenburgischen Zeitung verantwortlich war. Bärensprungs besonderes Interesse galt den schönen Künsten, so war er Autor der meisten literarischen Berichte der Zeitung und wirkte als Übersetzer. Bärensprung erlangte im Laufe der Zeit weitere Druck- und Verlagsprivilegien und hatte 1881 30 Titel in seinem Verlagsprogramm, zudem druckte er Verordnungen und amtliche Publikationen.
Er wurde 1855 Mitglied im Verein für mecklenburgische Geschichte und Altertumskunde, war Bürgerrepräsentant und von 1860 bis 1869 Mitglied des Bürgerausschusses. Er starb infolge eines Herzfehlers und Tuberkulose. Nach seinem Tod wurde die Hofbuchdruckerei 1884 verkauft an die Familie Francke unter Beibehaltung des Namens „Bärensprungsche Hofbuchdruckerei“.

## Werke (Auswahl)
Herausgeber
- Großherzogliches Regierungsblatt
- Öffentlicher Anzeiger für das Domanialamt Schwerin und Crivitz
- Mecklenburg-Schwerinscher Staatskalender
- Zweites Lese- und Lehrbuch für Volksschulen in Mecklenburg

Übersetzungen
- Adolf von Morlot: Das graue Alterthum. (1865; Übers. aus dem Franz.)
- Francesco Dall’Ongaro: Phasma. Lustspiel des Menander. (1870; Übers. aus dem Ital.)